# Marjinka
Marjinka (ukrajinsko Ма́р'їнка, rusko Марьинка) je zapuščeno mesto v Pokrovskem rajonu v Donecki oblasti v vzhodni Ukrajini. V začetku leta 2022 je bilo prebivalstvo ocenjeno na 9.089, leta 2001 pa na 10.530.
Med rusko invazijo na Ukrajino leta 2022 je ruska vojska mesto skoraj popolnoma uničila, od novembra 2022 v njem ni več živel noben civilist, od decembra 2023 pa ga v celoti okupira Rusija.

## Zgodovina
Po likvidaciji Zaporoške Siči leta 1775 je bilo območje, kjer se danes nahaja Marjinka, vključeno v ozemlja, podeljena grškim naseljencem, ki so se izselili s Krima leta 1778, vendar je Marjinka sama ostala nenaseljena.
V 1840-ih so se začeli priseljevati nekdanji ukrajinski kozaki in državni podložniki iz različnih delov Poltavske in Harkovske gubernije. Po delitvah Poljske v poznem 18. stoletju so bili v današnjo Marjinko izgnani tudi Poljaki iz Kijevske in Podolske gubernije. Leta 1859 je imela Marjinka 1318 prebivalcev.
Marjinka je dobila status naselja mestnega tipa leta 1938. Med drugo svetovno vojno je bilo mesto med letoma 1941 in 1943 pod nemško okupacijo. Judje iz Marjinke so bili pobiti v množični usmrtitvi v jami blizu mestnega pokopališča.

### Rusko-ukrajinska vojna

#### Vojna v Donbasu
Od sredine aprila 2014 so paravojaške enote, ki jih je podpirala Rusija, zavzele več mest v Donecki oblasti, vključno z Marjinko. 5. avgusta 2014 so ukrajinske sile ponovno prevzele nadzor nad mestom. Ukrajinske sile, ki so sodelovale pri ponovnem zajetju, so vključevale prostovoljno milico Azov, katerega zastava je v mestu plapolala v začetku avgusta. Med bitko je padel prostovoljec z ruskim državljanstvom in še 14 jih je bilo ranjenih, od tega devet v eksploziji tanka zaradi protitankovske mine.
3. junija 2015 je bila Marjinka zopet prizorišče spopadov. Proruski borci so z okoli 1000 vojaki, tanki in topništvom sprožili ofenzivo na mesto.
Po poročanju BBC so bili spopadi v Marjinki najhujši v vojni v Donbasu od podpisa premirja Minsk II 11. februarja 2015. Ukrajinska vojska je napade odbila in obdržala nadzor nad mestom.

#### Ruska invazija na Ukrajino 2022
Bitke v Marjinki so se nadaljevale leta 2022 po obsežni ruski invaziji na Ukrajino. Pri tem je bil velik del mesta uničen, od maja 2022 pa je v njem ostalo le še nekaj prebivalcev. Med bitkami so bile zgradbe namenoma uničene, da bi se onemogočilo njihovo uporabo kot kritje. Do marca 2023 so iz Marjinke evakuirali vse civiliste, tako da je mesto postalo nenaseljeno.
26. decembra 2023, je vrhovni poveljnik oboroženih sil Ukrajine Valerij Zalužni sporočil, da so se ukrajinske sile iz Marjinke umaknile na obrambne položaje na obrobju mesta. Dodal je, da Marjinka »ne obstaja več«, saj je bila popolnoma porušena. Ruske oblasti pa so trdile, da so »osvobodile« Marjinko.

## Prebivalstvo
Po ukrajinskem popisu prebivalstva leta 2001 je imela Marjinka 10.530 prebivalcev. Narodnostna sestava je bila sledeča:
| \| Etnične skupine v Marjinki \| Etnične skupine v Marjinki \| Etnične skupine v Marjinki \| Etnične skupine v Marjinki \| Etnične skupine v Marjinki \| \| -------------------------- \| -------------------------- \| -------------------------- \| -------------------------- \| -------------------------- \| \| Etnične skupine \| Etnične skupine \| \| delež \| delež \| \| Ukrajinci \| Ukrajinci \| \| 81.23% \| 81.23% \| \| Rusi \| Rusi \| \| 15.80% \| 15.80% \| \| Grki \| Grki \| \| 0.59% \| 0.59% \| \| Armenci \| Armenci \| \| 0.58% \| 0.58% \| \| Belorusi \| Belorusi \| \| 0.51% \| 0.51% \| \| Azerbajdžanci \| Azerbajdžanci \| \| 0.14% \| 0.14% \| \| Gruzijci \| Gruzijci \| \| 0.10% \| 0.10% \| \| Tatari \| Tatari \| \| 0.10% \| 0.10% \| |                 |  |        |        |
| Etnične skupine v Marjinki |                 |  |        |        |
| Etnične skupine | Etnične skupine |  | delež  | delež  |
| Ukrajinci | Ukrajinci       |  | 81.23% | 81.23% |
| Rusi | Rusi            |  | 15.80% | 15.80% |
| Grki | Grki            |  | 0.59%  | 0.59%  |
| Armenci | Armenci         |  | 0.58%  | 0.58%  |
| Belorusi | Belorusi        |  | 0.51%  | 0.51%  |
| Azerbajdžanci | Azerbajdžanci   |  | 0.14%  | 0.14%  |
| Gruzijci | Gruzijci        |  | 0.10%  | 0.10%  |
| Tatari | Tatari          |  | 0.10%  | 0.10%  |

Sestava maternih jezikov je bila sledeča:
| \| Materni jeziki v Marjinki \| Materni jeziki v Marjinki \| Materni jeziki v Marjinki \| Materni jeziki v Marjinki \| Materni jeziki v Marjinki \| \| ------------------------- \| ------------------------- \| ------------------------- \| ------------------------- \| ------------------------- \| \| Jeziki \| Jeziki \| \| deleži \| deleži \| \| ukrajinsko \| ukrajinsko \| \| 70.1% \| 70.1% \| \| rusko \| rusko \| \| 28.9% \| 28.9% \| \| armensko \| armensko \| \| 0.4% \| 0.4% \| \| grško \| grško \| \| 0.1% \| 0.1% \| \| belorusko \| belorusko \| \| 0.1% \| 0.1% \| \| ostali \| ostali \| \| 0.4% \| 0.4% \| |            |  |        |        |
| Materni jeziki v Marjinki |            |  |        |        |
| Jeziki | Jeziki     |  | deleži | deleži |
| ukrajinsko | ukrajinsko |  | 70.1%  | 70.1%  |
| rusko | rusko      |  | 28.9%  | 28.9%  |
| armensko | armensko   |  | 0.4%   | 0.4%   |
| grško | grško      |  | 0.1%   | 0.1%   |
| belorusko | belorusko  |  | 0.1%   | 0.1%   |
| ostali | ostali     |  | 0.4%   | 0.4%   |

## Galerija
- Osrednji del Marjinke
- Spomenik druge svetovne vojne
- Upravna stavba
- Spomenik afganistanski vojni v mestnem parku

## Osebnosti
- Oleksander Klimenko (rojen 1965), politik in podjetnik